# AMS (agencja reklamowa)
AMS SA – polska agencja reklamy zewnętrznej, powstała w 1990. Spółka należy do grupy medialnej Agora od 2002.
Firma posiada ok. 23 tys. powierzchni ekspozycyjnych na nośnikach stacjonarnych.
Po przejęciu przez Agorę spółka została wycofana z Giełdy Papierów Wartościowych w Warszawie.